# Barnim VII.
Barnim VII. (* um 1403/1405; † zwischen 21. Juli und 20. Dezember 1451 in Gützkow) war Herzog von Pommern-Wolgast. Er war Mitregent seines älteren Bruders Wartislaw IX. und residierte in Gützkow.

## Leben
Barnim VII. war der jüngere Sohn des pommerschen Herzogs Barnim VI. (1365–1405). Nachdem sein Vater an der Pest gestorben war, übernahm dessen Bruder Wartislaw VIII. (1373–1415) die Vormundschaft über Barnim VII. und seine Geschwister. Nach Wartislaws VIII. Tod gingen die Regierung und die Vormundschaft über die Söhne Barnims VI. und Wartislaws VIII. an dessen Witwe Agnes, der die Landstände einen Regentschaftsrat unter Cord Bonow zur Seite stellten.
Als Barnims VII. älterer Bruder Wartislaw IX. volljährig wurde, erhielt dieser für sich und seinen Bruder sowie ihre Vettern Barnim VIII. und Swantibor II. am 31. Mai 1417 von König Sigismund in Konstanz die Belehnung mit dem Herzogtum Pommern-Wolgast. Nach seiner Rückkehr übernahm Wartislaw IX. die Regierung sowie die Vormundschaft seiner unmündigen Vettern. Barnim VII., zunächst selbst unter der Vormundschaft seines Bruders, beteiligte sich an dessen Regierung.
Am 11. April 1423 beschlossen die Herzöge von Pommern-Wolgast, einschließlich Barnims VII., und Pommern-Stettin in Kopenhagen in einem Vertrag mit ihrem Verwandten, dem König Erich von Pommern, einander Beistand gegen ihre Feinde zu leisten. König Erich und die pommerschen Herzöge einigten sich am 15. September 1423 in Neustettin auf ein Schutzbündnis mit dem Deutschen Orden, vertreten durch den Hochmeister Paul von Rusdorf.
Mit dem Erreichen der Volljährigkeit des jüngsten der vier Herzöge von Pommern-Wolgast einigten sich diese am 6. Dezember 1425 im Kloster Eldena auf eine Landesteilung. Wartislaw IX. und Barnim VII. erhielten gemeinsam Wolgast, Greifswald, Demmin, Gützkow, Anklam, Pasewalk, Torgelow und Usedom sowie auf der dänischen Insel Seeland Stevns Herred.
Wahrscheinlich regierten Wartislaw IX. und Barnim VII. gemeinschaftlich, denn sie übten ihre Hoheitsrechte zusammen aus. So bestätigten sie 1427 gemeinsam die Privilegien der Stadt Greifswald, beurkundeten gemeinsam 1428 für das Kloster Stolpe, entschieden beide 1433 und 1434 auf ihren Schloss Wolgast in Streitereien des Klosters Pudagla. Daneben beurkundeten beide wiederholt allein, so Barnim 1438 in Gützkower Angelegenheiten. Die beiden Herzöge hatten die Güter und Einkünfte ihres Landesteils geteilt. Barnim VII. hatte 1425 die frühere Grafschaft Gützkow, baute das Schloss wieder auf und nahm hier seinen Wohnsitz. Er selbst nannte Gützkow seine Vogtei. Im Vergleich mit seinem politisch offenbar aktiveren Bruder wird Barnims Anteil an den Regierungsgeschäften in Pommern-Wolgast in der Geschichtsschreibung meist als gering und Gützkow als seine Abfindung dargestellt.
Barnim VII., von da an Fürst von Gützkow genannt, befand sich 1434 in großen Geldsorgen, er ist als Liebhaber von großen Festgelagen und großer Jagden bekannt. Sein Bruder Herzog Wartislaw IX. lieh ihm Geld, nutzte dafür als Pfandgüter Ländereien im Herrschaftsbereich Herzog Barnims VII. Er trat am 16. Mai 1436 der kirchlichen Bruderschaft von St. Nikolai und St.  Marien in Greifswald bei.
1445 verteidigte er gemeinsam mit Vetter Barnim VIII. die Stadt Pasewalk gegen den Kurfürsten Friedrich II. von Brandenburg.
Herzog Barnim VII., Fürst von Gützkow, starb 1451 unvermählt und wurde in der Gützkower Kirche beigesetzt. Es ist der einzige Herzog, der in der Gützkower Kirche beigesetzt wurde, eine Grabplatte und andere Hinweise sind aber nicht vorhanden. Ab diesem Jahr fiel die Grafschaft Gützkow an die Herrschaft Wolgast und wurde von Vögten verwaltet. Erster Vogt wurde Henning von Owstin. Da die Vögte die Grafschaft von ihren Stammsitzen aus verwalten, blieb das Gützkower Schloss unbewohnt und verfiel.